# Operace Model 5
Operace Model 5 (hebrejsky : דוגמן 5, anglicky Doogman 5)  je název operace izraelského vojenského letectva, jejímž cílem bylo zničení syrských protileteckých baterií raket SAM. Operace se uskutečnila 7. října 1973, druhý den Jomkipurské války a pro izraelské letectvo skončila katastrofou.

## Plánování
Celá operace byla plánována jako rozsáhlá akce, jejím cílem bylo zničení baterií raket typu země-vzduch SAM sovětské výroby rozmístěných na Golanských výšinách. Aby se izraelské letouny vyhnuly detekci syrskými radary pro řízení palby a zachycení cílů, bylo naplánováno, že se k cíli dostanou letem ve velmi malé výšce. Operace měla provést letadla z letecké základny Ramat David.

## Průběh operace
Z důvodu zastaralých zpravodajských informací izraelské letouny vůbec protiletecké baterie nenašly, neboť ty se již přesunuly na nové pozice. Protože se letadla pohybovala ve velmi malé výšce, stala se cílem děl ZSU-23-4 syrské protiletecké obrany.

## Výsledek operace
Během operace byli dva izraelští piloti zabiti a devět jich bylo Syřany zajato. Izrael ztratil devět letadel, dalším, poškozeným protileteckou palbou se podařilo vrátit se zpět na základnu. Sýrie ztratila jednu baterii raket SAM.
V následujících letech se Izrael, zaskočený obtížemi při eliminaci protileteckých prostředků protivníka rozhodl vyvinout novou strategii umožňující tyto prostředky efektivně ničit. Tato snaha vyvrcholila později, v roce 1982 během První libanonské války, kdy při operaci Mole Cricket 19 izraelské letectvo zničilo během několika hodin síť baterií raket SAM.